# Klubbälven
Klubbälven, högerbiflöde till Åbyälven och totalt ca 20 km lång, är i sin början det minsta vattendrag i Sverige som i offentliga kartverk kallats ”älv”. Redan vid utloppet från Klubbträsket i Piteå kommun i Norrbotten, några kilometer SO om Långträsk, med (så långt) ett avrinningsområde på endast cirka 4 km², har vattendraget enligt topografiska kartan kallats för Klubbälven. Och ännu vid mynningen i Åbyälven vid byn Klubbfors är vattendraget litet som älv betraktat, särskilt för att vara i Norra Sverige, om än vid det laget med ett avrinningsområde på omkring 100 km² (en kvadratmil). 
Dalgången är i alla fall mot slutet bitvis ganska ståtlig, med en meandrande älv mellan rätt höga sluttningar, som kanske i äldre tider har omslutit ett långt större vattendrag (jämför t ex Ljungan).